# جون روبرت فيرث
جون روبرت فيرث (17 يناير 1890 - 14 ديسمبر 1960) (بالإنجليزية: John Rupert Firth)‏ لغوي بريطاني وشخصية رئيسية في تطوير علم اللغة ببريطانيا خلال خمسينيات القرن العشرين.
كان أستاذًا للغة الإنجليزية في جامعة البنجاب من 1919 إلى 1928. ثم عمل في قسم الصوتيات في كلية لندن الجامعية، قبل أن ينتقل إلى مدرسة الدراسات الشرقية والإفريقية، حيث أصبح أستاذًا في اللسانيات العامة، وهو منصب شغله حتى تقاعده في عام 1956.

## روابط خارجية
- جون روبرت فيرث على موقع الموسوعة البريطانية (الإنجليزية)